# Кузнечный взвоз
Кузне́чный Взвоз — улица в Томске, от улицы Розы Люксембург до переулка Макушина.

## История
Название улицы связано с находившимися здесь, при Сибирском тракте, кузницами.

## Достопримечательности
д. 6 — жилой дом, нач. XX в.  7000145000